# Identifikační číslo osoby
Identifikační číslo osoby (zkráceně IČO, zastarale také IČ) je v České republice unikátní osmimístné identifikační číslo právnické osoby, podnikající fyzické osoby či organizační složky státu.

## Historie
Identifikační čísla organizací byla v Československé socialistické republice zavedena federálním zákonem č. 128/1989 Sb., který s účinností od 1. ledna 1990 stanovil nové znění § 23 zákona č. 21/1971 Sb., o jednotné soustavě sociálně ekonomických informací. Federální statistický úřad podle § 8 odst. 2 písm. c) zákona 21/1971 Sb. ve znění zákona 128/1989 Sb. určoval způsob přidělování identifikačních čísel organizací a jejich vnitřních organizačních jednotek. U „občanů poskytujících věcná plnění a výkony na základě povolení národního výboru“ (tehdejší název pro živnostníky) plnilo podle tohoto zákona funkci identifikačního čísla rodné číslo.
Zákonem ČNR č. 171/1989 Sb. byl s účinností od 1. ledna 1990 novelizován zákon ČNR č. 40/1972 Sb., o působnosti orgánů České socialistické republiky v oblasti sociálně ekonomických informací, tak, že podle novelizovaného § 10 v České socialistické republice identifikační čísla přidělovaly krajské správy Českého statistického úřadu. V České republice pak byla tato problematika s účinností od 1. července 1992 nově upravena zákonem ČNR č. 278/1992 Sb., o státní statistice, podle něhož začala být přidělována i živnostníkům IČO netotožná s rodným číslem, a později zákonem č. 89/1995 Sb., o státní statistické službě, a jeho novelami. Se zavedením obchodního rejstříku, živnostenského zákona a nové úpravy registrace církví a náboženských společností bylo přidělování IČO většiny typů subjektů převedeno na subjekty, které podle zákona vedou jejich registry – zbylým subjektům přiděluje IČO i nadále ČSÚ.
Zatímco federální zákon zavedl od 1. ledna 1990 název identifikační číslo organizace (z něhož byla odvozena zkratka IČO), české zákony od téhož data účinnosti používaly pouze název identifikační číslo. Tak tomu bylo jak v § 10 zákona č. 40/1972 Sb. ve znění novely č. 171/1989 Sb., tak i v § 26 zákona ČNR č. 278/1992 Sb. a v § 21 zákona č. 89/1995 Sb. S účinností od 11. března 2004 byl novelizačním zákonem č. 81/2004 Sb. zaveden oficiální název identifikační číslo ekonomického subjektu. Zákonem 111/2009 Sb. byl zaveden nový název identifikační číslo osoby, tento zákon také zavedl přidělování IČP, identifikačních čísel provozoven. Změna nebyla do navazujících právních předpisů promítnuta důsledně, a proto se i v aktuálně platných právních normách setkáme s původním názvem.
Podle zákona č. 278/1992 Sb. byla přidělována samostatná identifikační čísla i organizačním složkám jiných právnických osob (odštěpnému závodu nebo jiným složkám v obdobném postavení). Zákon 89/1995 Sb. však stanovil, že právnické osoby s výjimkou státu mají jen jedno identifikační číslo, přičemž organizační složku může označit dodatkový kód v závorce za IČO.

## Přidělování
Přidělené IČO nesmí být přiděleno žádnému dalšímu subjektu, a to ani v případě, že původní nositel již zanikl. Výjimkou je případ přeměny ekonomického subjektu ze zákona nebo změna právní formy společnosti nebo družstva, kdy subjektu má být ponecháno původní číslo. Každý subjekt může mít jen jedno IČO, a to i v případě, že se zabývá více různými činnostmi. Odštěpný závod nebo jiná organizační složka podniku s obdobným postavením používá IČO subjektu, jehož je součástí, za nímž se v závorce připojí číslice vyjadřující pořadí (uvedený kód) tohoto závodu v obchodním rejstříku.
IČO přiděluje: 
- obchodním společnostem a družstvům rejstříkový soud
- spolkům, ústavům, společenstvím vlastníků jednotek rejstříkový soud
- nadacím, nadačním fondům a obecně prospěšným společnostem rejstříkový soud
- zahraničním osobám a organizačním složkám zahraničních osob rejstříkový soud
- fyzickým osobám provozujícím živnost živnostenský úřad
- politickým stranám a politickým hnutím Ministerstvo vnitra
- církvím a náboženským společnostem a jejich evidovaným právnickým osobám Ministerstvo kultury
- školským právnickým osobám a veřejným výzkumným institucím Ministerstvo školství, mládeže a tělovýchovy
- veřejným neziskovým ústavním zdravotnickým zařízením Ministerstvo zdravotnictví
- ostatním ekonomickým subjektům Český statistický úřad

IČO se nepřiděluje fyzickým osobám vykonávajícím duševní nebo tvůrčí činnost podle autorského zákona, která nenaplňuje znaky podnikání podle obchodního zákoníku.

## Struktura IČO
České IČO je osmimístné číslo. Starší čísla s méně číslicemi jsou odpředu doplněna nulami. Způsob jeho tvorby stanoví podle zákona o státní statistické službě Český statistický úřad, který je také pověřen evidencí všech vydaných IČO.
Podle § 26 zákona ČNR č. 278/1992 Sb. bylo IČO nevýznamový (pořadový) kód. Tato zmínka se již v zákoně 89/1995 Sb. nevyskytuje, ale v současné době není ani zveřejněn žádný systém, podle nějž by v čísle byl zakódován například typ subjektu nebo orgán, který číslo přidělil.

### Kontrolní číslice
Poslední číslice IČO je kontrolní fungující na principu dělitelnosti váženého součtu číslic jedenácti.
Kontrolní číslice pro IČO {\displaystyle n_{8}n_{7}n_{6}n_{5}n_{4}n_{3}n_{2}x} se vypočítá jako {\displaystyle x=\left(11-\left(8n_{8}+7n_{7}+6n_{6}+5n_{5}+4n_{4}+3n_{3}+2n_{2}\right)\operatorname {mod} 11\right)\operatorname {mod} 10}.
Příklad pro IČO 25596641:
| Číslice IČO | 2  | 5  | 5  | 9  | 6  | 6  | 4 | 1 |
| Váha        | 8  | 7  | 6  | 5  | 4  | 3  | 2 | — |
| Součin      | 16 | 35 | 30 | 45 | 24 | 18 | 8 | — |

Výsledný vážený součet je 16 + 35 + 30 + 45 + 24 + 18 + 8 = 176, zbytek po dělení tohoto čísla jedenácti je 0 (176 = 16 × 11 + 0), takže kontrolní číslice musí být rovna {\displaystyle (11-0)\operatorname {mod} 10=11\operatorname {mod} 10=1}, takže IČO 25596641 je platné.

## Odpovídající (analogická) IČO v jiných státech

### Svět
D-U-N-S číslo je celosvětovým ekvivalentem (de-fakto standard).

### Evropa
Obdobná identifikační čísla v dalších státech EU:
| Stát EU                         | Místní název (Autorita)                                                   | Zkratka (nebo označení) | Kód státu | Formát |
| ------------------------------- | ------------------------------------------------------------------------- | ----------------------- | --------- | --- |
| Belgie                          |                                                                           |                         | BE        | |
| Bulharsko                       |                                                                           |                         | BG        | |
| Česko                           | Identifikační číslo osoby                                                 | IČO                     | CZ        | 8 číslic např. IČO 12345678; poslední číslice je kontrolní |
| Dánsko                          |                                                                           |                         | DK        | |
| Estonsko                        |                                                                           |                         | EE        | |
| Finsko                          |                                                                           |                         | FI        | |
| Francie a Monako                | Numéro de TVA intracommunautaire (Centre de Formalités des Entreprises ?) | SIREN                   | FR        | |
| Irsko                           |                                                                           |                         | IE        | |
| Itálie                          | Partita IVA                                                               | P.IVA                   | IT        | |
| Kypr                            |                                                                           |                         | CY        | |
| Litva                           | Juridinių asmenų registras, kodas                                         | - (Įmonės kodas)        | LT        | 9 číslic |
| Lotyšsko                        | (Uzņēmuma) reģistrācijas numurs                                           | ?                       | LV        | LV + 11 číslic např. LV12345678901 |
| Lucembursko                     |                                                                           |                         | LU        | |
| Maďarsko                        | Cégjegyzékszám                                                            |                         | HU        | |
| Malta                           |                                                                           |                         | MT        | |
| Německo                         | Wirtschafts-Identifikationsnummer                                         | WIN                     | DE        | zatím není zavedeno, plánuje se teprve od roku 2015 |
| Nizozemsko                      | Kamer van Koophande nummer                                                | KVK                     | NL        | 8 číslic |
| Polsko                          | REGON (Rejestr Gospodarki Narodowej)                                      | numer REGON             | PL        | 9 číslic: první dvě: kód vojvodství, poslední číslo kontrolní např. 123456785; pro subjekty, nacházející se na území více než 1 vojvodství - 14 číslic např. 12345678512347 |
| Portugalsko                     |                                                                           |                         | PT        | |
| Rakousko                        |                                                                           |                         | AT        | |
| Rumunsko                        |                                                                           |                         | RO        | |
| Řecko                           |                                                                           |                         | EL        | |
| Slovensko                       | Identifikačné číslo organizácie                                           | IČO                     | SK        | 8 číslic např. IČO 12345678; poslední číslice je kontrolní |
| Slovinsko                       | Matična številka (poslovnega subjekta)                                    | MŠPRS (méně užívaná)    | SI        | 7 číslic např. 1234567; poslední číslice je kontrolní |
| Spojené království a Ostrov Man | Company Registration Number                                               | CRN                     | GB        | 8 číslic |
| Španělsko                       | Número de identificación fiscal                                           | NIF                     | ES        | |
| Švédsko                         | (F-Skat)                                                                  |                         | SE        | |

### Jižní Amerika
| Stát     | Místní název (Autorita) | Kód státu | Formát                                         |
| -------- | ----------------------- | --------- | ---------------------------------------------- |
| Brazílie | CNPJ                    | BR        | 14 číslic (https://en.wikipedia.org/wiki/CNPJ) |